# Francesco Squarcione
Francesco Squarcione (kolem roku 1395 Padova – po roku 1468 tamtéž) byl raně renesanční italský malíř a sběratel umění.

## Život
O jeho životě není příliš známých informací. Jeho otcem byl padovský notář, a předpokládá se, že jeho původním povoláním bylo krejčovství. Jako malíř je v listinách uváděn až od roku 1426. Dle Bernardina Scardeona, autora z 16. století, který je hlavním zdrojem informací o tomto umělci, se Squarcione již od mládí zajímal o antiku. Z tohoto důvodu procestoval Itálii a možná navštívil i Řecko. Byl vášnivým sběratelem antických soch, reliéfů, váz a jiných uměleckých děl, které od roku 1440 vystavoval ve svém nově zakoupeném domě. Na základě této sbírky se pouštěl do prací na zakázku, při nichž opakovaně využíval i služeb talentovaných žáků ze své školy založené v roce 1431 a proslavené po celé Itálii, kterou prošlo až 137 studentů malířství.
Zachovaly se pouze dva z jeho obrazů; jeden v Gemäldegalerie Berlin zobrazující Madonu s dítětem (1455) a polyptych zobrazující Lazara a světce, nacházející se v Musei Civici di Padova.
Mezi jeho žáky nebo následovníky patří Francesco Verla, Pietro Calzetta a Andrea Bellunello.